# Régime hyperprotéiné
 (avril 2013).
Si vous disposez d'ouvrages ou d'articles de référence ou si vous connaissez des sites web de qualité traitant du thème abordé ici, merci de compléter l'article en donnant les références utiles à sa vérifiabilité et en les liant à la section « Notes et références ».

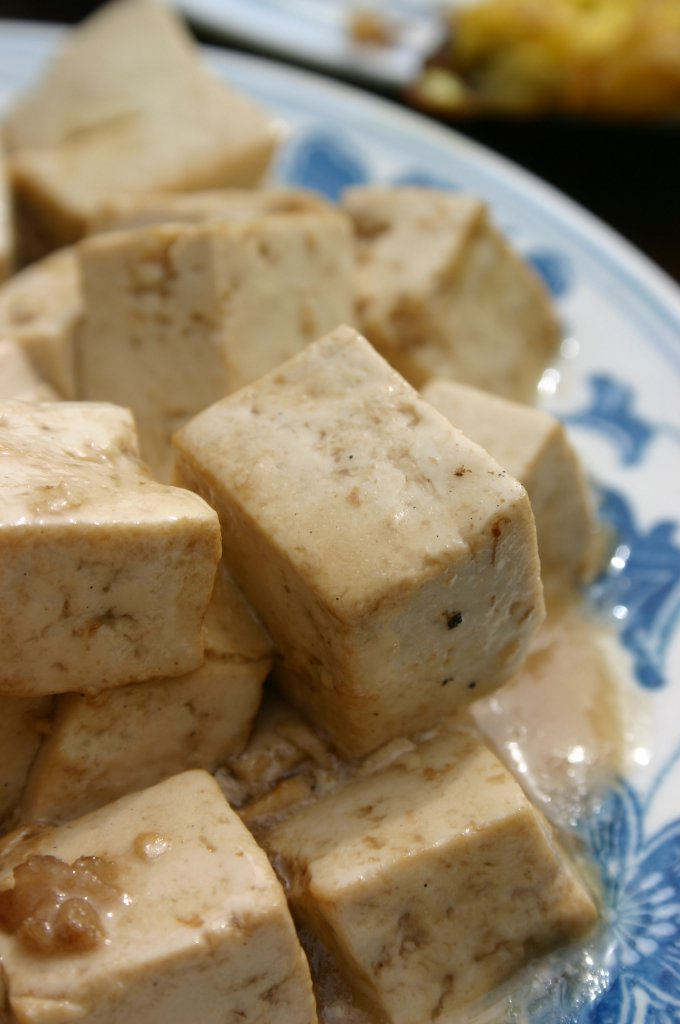
Tofu, aliment d’origine végétale riche en protéines parfois utilisé dans le régime hyperprotéiné

Le régime hyperprotéiné est basé sur l'absorption de protéines par l'organisme, en limitant les apports de sucres et de graisses par la nourriture. Il s’adresse surtout aux personnes ayant besoin de maigrir rapidement en vue d’une intervention chirurgicale ou pour des raisons de santé. La perte de poids est généralement spectaculaire (jusqu'à 12 kilos par mois). C'est un régime hypocalorique d'épargne protéique.

## Principe
Ce régime amaigrissant consiste à diminuer drastiquement l’apport calorique sous forme de glucides et de lipides tout en empêchant la fonte musculaire par un apport adapté en protéines. Il est composé d'une alimentation naturellement riche en protéines à base de viande maigre, de blanc d’œuf, de poisson et de produits laitiers. Il est également possible d'obtenir une alimentation hyperprotéinée à base d'aliments d'origine végétale (fruits à coque, haricots, quinoa, soja et tofu, entre autres). Cependant, ces aliments étant moins riches en acides aminés et les protéines qu'ils contiennent sont moins facilement absorbables, un apport en protéines plus important (jusqu'à +25 %) est recommandé. L'apport protéique peut aussi se faire à partir de préparations en poudre sous forme de sachets hyperprotéinés. Il faut ainsi ingérer de 50 à 100 grammes de protéines par jour. Les besoins protéiques sont d'environ 1 g par jour et par kilo de poids de forme pour préserver la masse musculaire.
À noter, les protéines ne font pas maigrir : c'est la diminution d'apport des lipides et glucides qui va permettre la perte de poids, les protéines vont uniquement permettre d'assurer les fonctions vitales de l'organisme. 
L'efficacité de ce régime viendrait du pouvoir satiétogène (en) élevé des protéines.

## Limite du régime
De nombreuses critiques sont faites concernant ce régime. La première est que les protéines sont elles-mêmes sources énergétiques pour le corps humain, par le cycle de Krebs. Le corps humain les métabolise et peut les transformer en lipides et glucides. De fait, la surabsorption de protéines au-delà de la quantité nécessaire au corps (entre 1 et 2 % de la quantité de protéines dans le corps, par jour) génère la production d'énergie. En cas de surabondance, le régime peut donc amener à un stockage additionnel de graisses.
Parmi les inconvénients on peut noter des carences et divers risques sans suivi médical. Les carences doivent être prévenues par des compléments alimentaires adaptés et notamment des vitamines, du potassium, du magnésium, du calcium et du sodium. Le régime étant très faible en lipides, on recommande en général l'ajout d'Oméga 3 qui est un acide gras essentiel risquant de manquer rapidement à l'organisme. Le régime hyperprotéiné peut être contre-indiqué dans certains cas. Il ne faut pas hésiter à consulter son médecin avant de l'entreprendre.
L'absorption extrême de protéines (plus de 200 g par jour), couplée avec l'absorption inadéquate d'autres sources de calorie (graisse ou carbohydrates), peut causer une forme de dérèglement métabolique pouvant aller jusqu'à la mort, connue sous le nom de mal de caribou.  Même combinée avec d'autres sources de calories, la consommation de plus de 285 g de protéine par jour (pour une personne de 80 kg) peut être dangereuse